# يوإيتشي كاجياما
يوإيتشي كاجِياما (باليابانية: 梶山 洋一) (8 سبتمبر 1971 في هيروشيما في اليابان – )؛ هو لاعب كرة قدم ياباني سابق كان يلعب كمدافع.

## وصلات خارجية
- يوإيتشي كاجياما على موقع رابطة كرة القدم اليابانية للمحترفين (اليابانية)
- يوإيتشي كاجياما على موقع عالم كرة القدم.نت (الإنجليزية)